# Willem de Kruijff

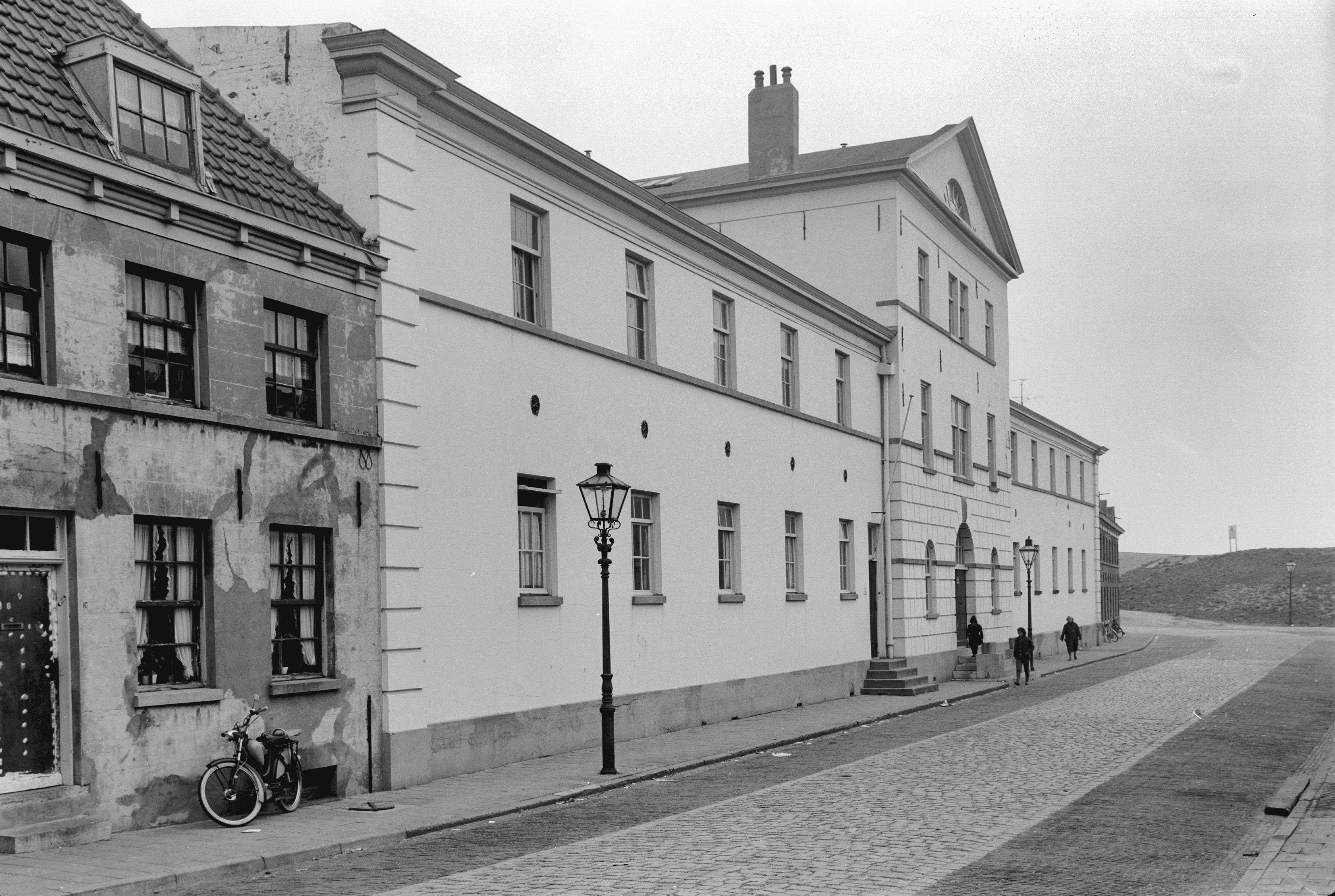
De Willem-III-kazerne aan de Oranjestraat in Vlissingen

Willem de Kruijff (Waddinxveen, 25 april 1805 – Vlissingen, 17 augustus 1882) was een Nederlandse bouwmeester.
Willem de Kruijff was de zoon van de oppercommies Klaas de Kruijff en Anna de Jager. Hij was op 17 juni 1830 in Middelburg getrouwd met Wilhelmina Antonia Dorlandt (1805-1866).
De Kruijff vestigde zich al in 1830 in Vlissingen, van waaruit hij in de zomer van 1838 vergeefs solliciteerde naar de post van stadsbouwmeester in Utrecht, als opvolger van Johannes van Embden. Daarop werd hij al spoedig stadsbouwmeester van Vlissingen. In die functie heeft hij slechts één bouwwerk nagelaten: de Willem III-kazerne aan de Oranjestraat, een langgestrekt witgepleisterd neoclassicistisch gebouw uit 1849. 